# 坂本治郎
坂本 治郎（さかもと じろう、1985年12月25日 - ）は、日本の起業家・執筆家・政治家。福岡県三井郡大刀洗町出身。

## 来歴
高校を卒業後陸上自衛隊に入隊。6年間の自衛官勤務の後に依願退職し、2010年から約5年間もの世界一周・海外放浪の旅に出る。海外放浪の末に2015年より血縁のあった福岡県八女市黒木町に移住。翌年に同町の山間部にある壊される寸前だった空き家を無償で譲渡され、2017年よりそれを有効活用した事業、ゲストハウス天空の茶屋敷を開業。2023年の全国地方統一選挙にて八女市議会議員選挙に出馬し当選した。

## 活動
- 著書『2000日の海外放浪の果てにたどり着いたのは山奥の集落の一番上だった』ISBN 4863855001(2022年1月、書肆侃官房）
- 2022年9月より4か月間、八女市公認のPR活動として、自身の手掛けた八女茶を売り歩きながら北海道から九州の八女市まで1800km以上の道のりを徒歩で日本縦断した。[3]

## 出演・掲載
- 九州朝日放送、アサデス。（2017年8月11日）
- テレビ朝日、スーパーJチャンネル（2017年9月）
- TV朝鮮、テンチョリツアー～どこまで行ったの～（2018年8月）
- NHK国際報道（2021年3月23日）
- Shopping Design 流浪與靜止的藝術
- BE-PAL『元自衛官がバックパッカーを経て、辿り着いたのは茶畑！ゲストハウス『天空の茶屋敷』オーナーの歩む道』
- 日刊SPA『「月15万円あれば妻子を養える」福岡県の山奥に移住、外国人女性と暮らす日本人男性』　『“無能のポンコツ”だった元自衛官が限界集落で見つけた「僕にもできること」』
- 西日本新聞『茶を売り八女PR、リヤカーで日本縦断　坂本さん110日の旅終える』
- NHK『おはよう九州沖縄』(2023年2月3日)
- テレビ朝日『1泊家族』(2023年10月)